# Teste de balística

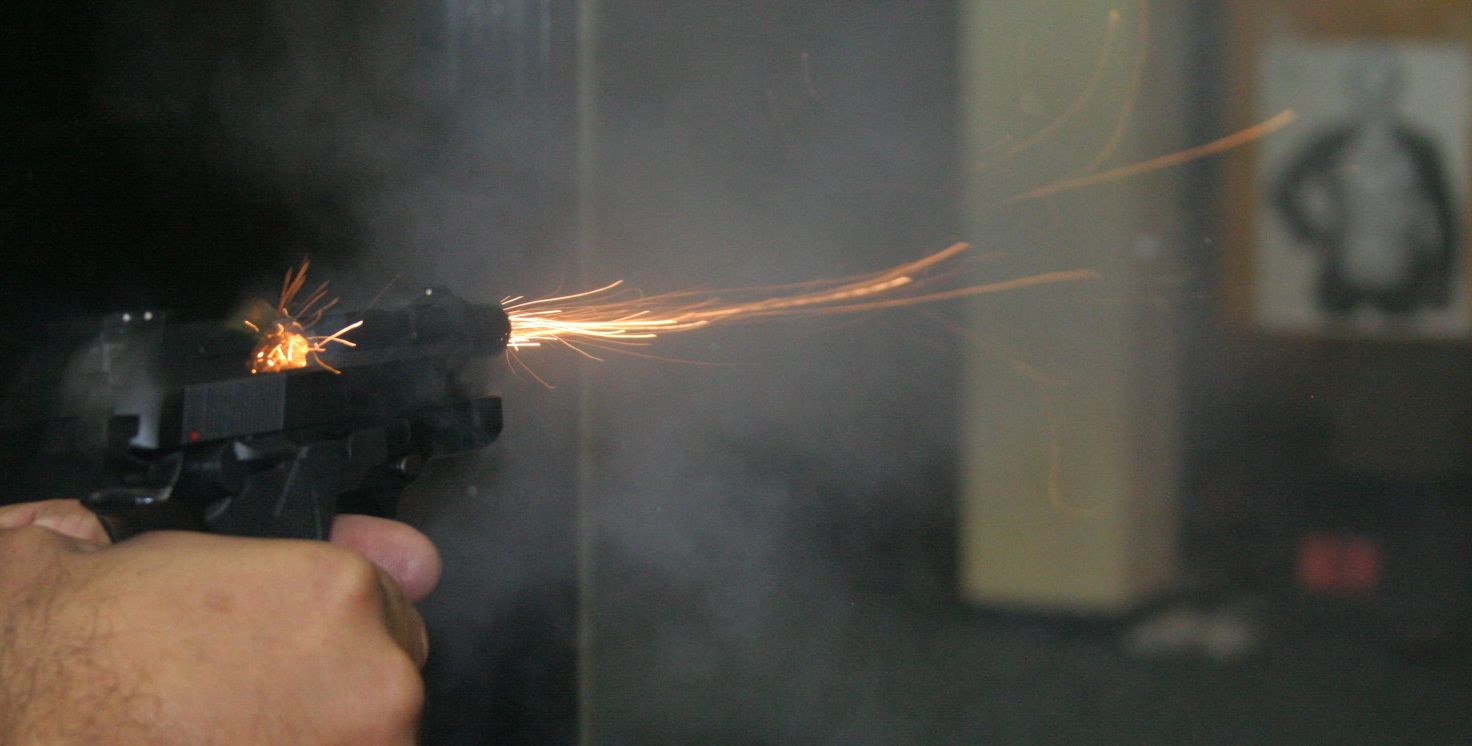
Disparo de arma de fogo

Tem o intuito de realizar exame em armas de fogo,bem como saber o tipo de munição,conhecido como "bala" e também o efeito que é provocado.Em uma cena de crime é possível  descobrir se uma determinada arma ,realmente disparou um específico projétil .Para isso é realizado um teste comparativo ,com o uso de um microscópio eletrônico, que analisa pequenos detalhes ,peculiares, de cada arma, como se fosse uma "impressão digital" da arma, a cada disparo, quando projétil passa pelo é cano é demarcado,riscado em seu sentido longitudinal, assim é possível realizar a comparação(confronto microbalístico).  Para isso é fundamental importância a preservação do local de uma cena de crime,para que a policia técnica possa coletar provas comoːcapsulas de cartuchos  para elucidar o ato criminoso.